# Mariä Himmelfahrt (Oberroning)

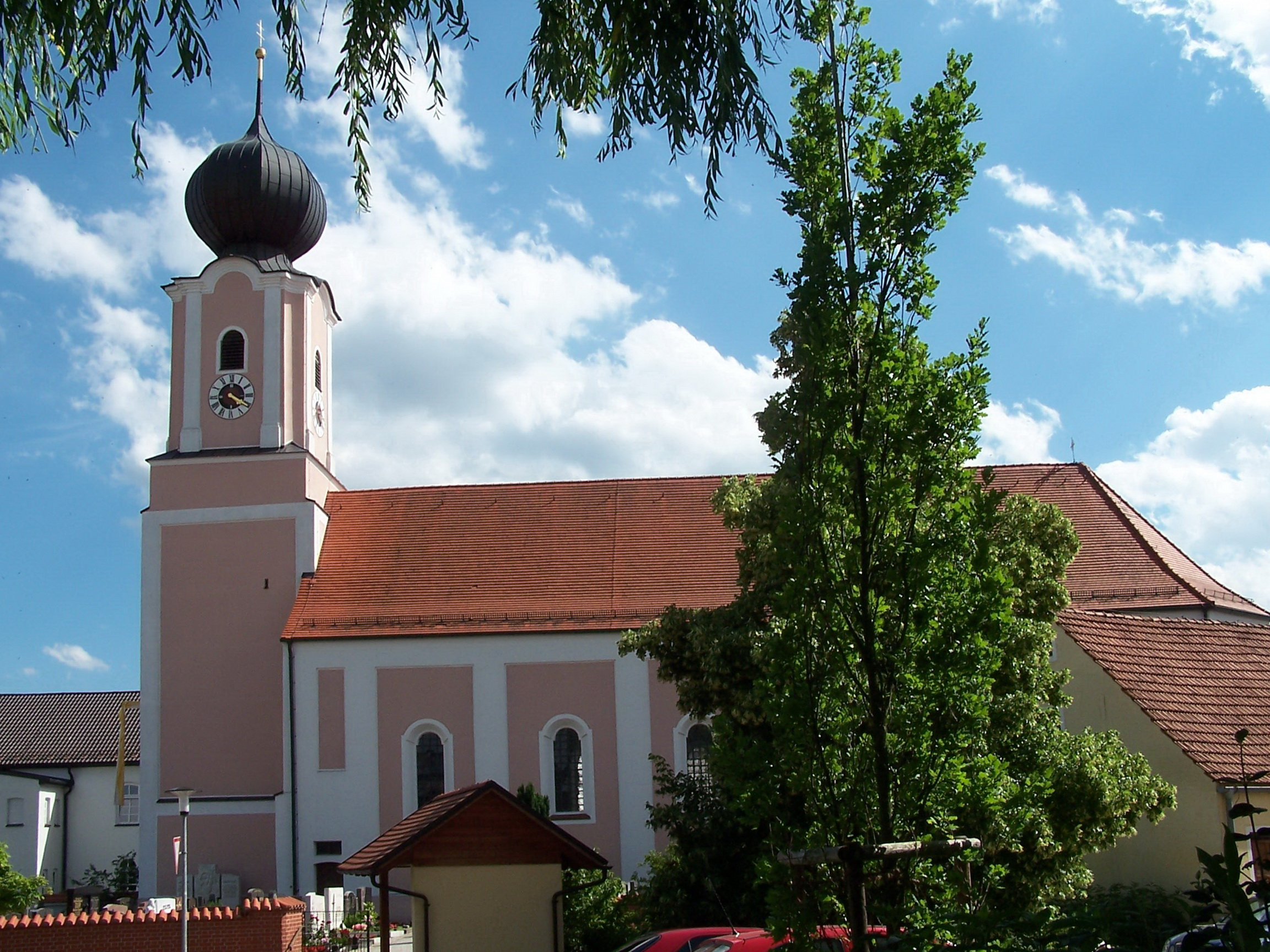
Außenansicht der Expositurkirche Mariä Himmelfahrt von Norden

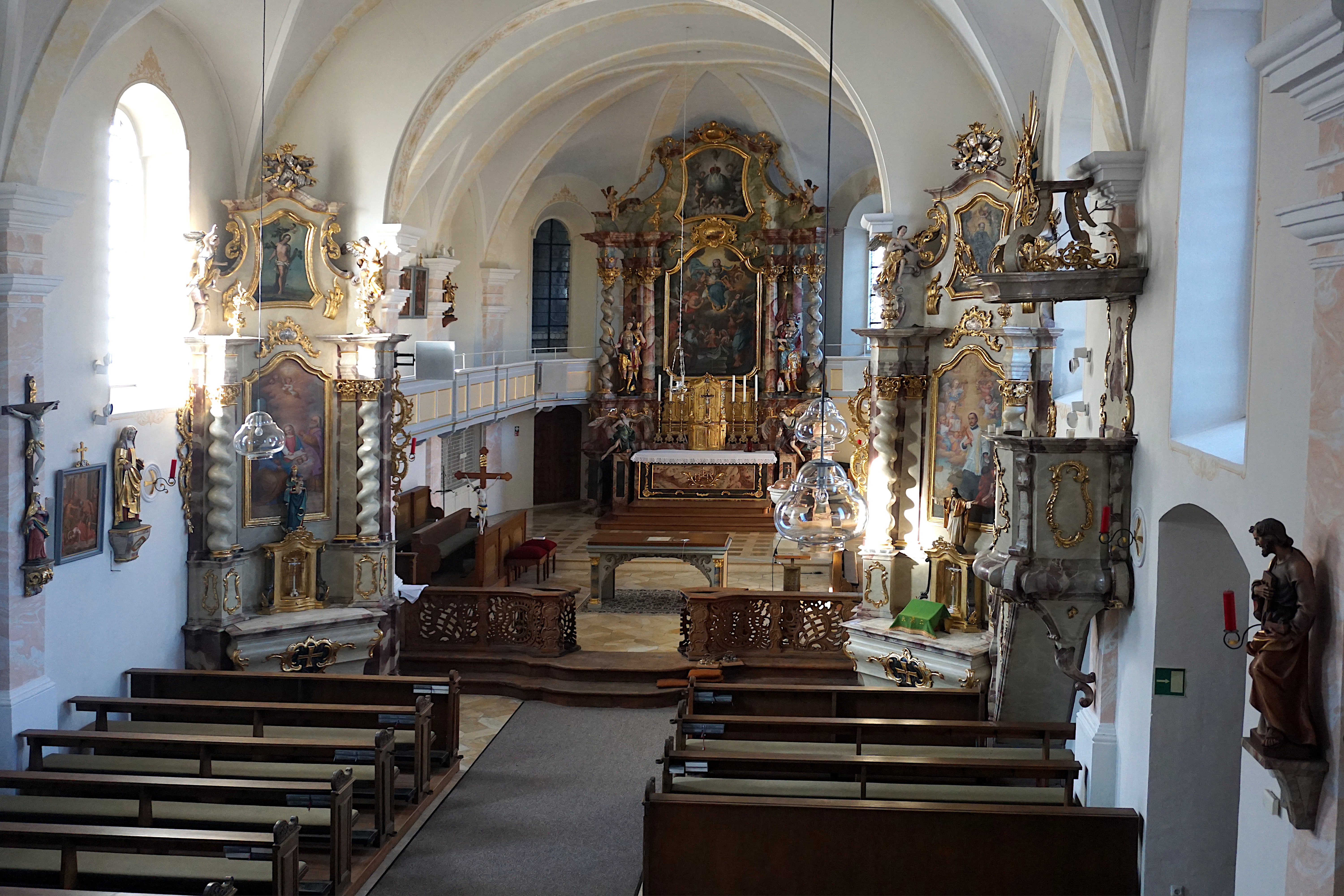
Innenraum der Expositurkirche Mariä Himmelfahrt von Norden

Die römisch-katholische Expositurkirche Mariä Himmelfahrt in Oberroning, einem Gemeindeteil der Stadt Rottenburg an der Laaber im niederbayerischen Landkreis Landshut, ist eine spätbarocke Saalkirche, die 1732 erbaut wurde. Große Teile der Kirchenausstattung wurden um 1760 im Rokokostil geschaffen. Im Jahr 1888 wurde ein Erweiterungsbau fertiggestellt. Der Turmunterbau wurde vom Vorgängerbaus übernommen, der Ende des 13. Jahrhunderts entstanden war. In dem Kapellenraum im Turmerdgeschoss, die früher als Altarraum einer Chorturmkirche diente, sind spätgotische Wandmalereien aus der zweiten Hälfte des 15. Jahrhunderts erhalten. Das Gotteshaus ist als Baudenkmal mit der Nummer D-2-74-176-43 beim Bayerischen Landesamt für Denkmalpflege eingetragen.
Bis zur Auflösung der angrenzenden Salesianerinnenklosters 2015 war Mariä Himmelfahrt zugleich Klosterkirche des Klosters Oberroning. Die Expositur Oberroning gehört seit dem 1. April 2018 zur Pfarrei St. Georg in Rottenburg, von wo aus sie bereits seit der Errichtung der Pfarreiengemeinschaft Rottenburg/Laaber im Jahr 2009 seelsorgerisch betreut wird. Zuvor war die Expositur Teil der Pfarrei St. Andreas in Hofendorf.

## Geschichte
Bereits im 8. Jahrhundert wurde eine Kirche in Oberroning, in der man Reliquien des heiligen Mauritius verehrte, erstmals urkundlich erwähnt. Aufgrund der überregionalen Bedeutung der Mauritiusreliquien kann von einem kirchlichen Zentralort ausgegangen werden. Oberroning war also eine Urpfarrei, wobei der Pfarrsitz wohl bis zum 14. Jahrhundert Bestand hatte. Seither war es Filiale, ab 1837 Expositur von Hofendorf. Seit 2018 ist die Expositur Oberroning Teil der Pfarrei Rottenburg.
Der Vorgängerbau der heutigen Kirche entstand in der romanisch-gotischen Übergangszeit in der zweiten Hälfte des 13. Jahrhunderts. Von ihm ist bis heute der Turmunterbau erhalten, der im Erdgeschoss den ehemaligen Chor enthält. Die heutige Kirche, eine stattliche Barockanlage, wurde 1732 erbaut. 1888 wurde an der Westseite des Langhauses der heutige Chor angefügt, wobei die barocken Formen des Langhauses so geschickt weitergeführt wurden, dass kein Stilbruch erkennbar ist.

## Architektur

### Maße
- Länge innen: 33,00 mm
  - Länge Chor innen: 12,60 m
  - Länge Langhaus innen: 19,80 m
- Breite Chor innen: 8,90 m
- Breite Langhaus innen: 9,00 m
- Abmessungen Turmkapelle: 4,70 m × 3,80 m

### Außenbau
Die Saalkirche ist seit dem Anbau des heutigen Chores 1888 nach Westen ausgerichtet. Der nicht eingezogene Westchor umfasst zwei unterschiedlich lange Joche und einen Fünfachtelschluss, das Langhaus vier Joche. Beide Baukörper sind unter einem gemeinsamen Satteldach vereinigt. Die rosafarben getünchten Fassaden sind durch weiße Lisenen gegliedert. Die Fensteröffnungen von Langhaus und Chor, die über weiße Laibungen verfügen, schließen im leicht eingezogenen Rundbogen. Das korbbogige Hauptportal befindet sich auf der Nordseite des zweiten Langhausjoch von Westen. Die Außenseite der beiden Türflügel sind mit Rokoko-Schnitzwerk verziert.
An der Ostseite des Langhauses springt der ehemalige Chorturm aus. Der Chorraum im Erdgeschoss bezieht sein Licht durch ein kleines romanisches Rundbogenfenster auf der Ostseite und ein gotisches Stichbogenfenster mit rechteckigem Schräggewände auf der Südseite. Auf der Nordseite wurde 1888 eine Lourdesgrotte angebaut, die inzwischen aber wieder abgebrochen wurde. Der massige Turmunterbau über quadratischem Grundriss wird durch Ecklisenen gegliedert. Der barocke Oberbau, der im Zuge des Kirchenbaus 1732 errichtet wurde, ist gegenüber der Basis eingezogen. Er verfügt über ausgekehlte Kanten und wird durch Pilaster gegliedert. Über vier Segmentgiebeln erhebt sich eine stark eingeschnürte Zwiebelkuppel mit Turmkugel und Patriarchenkreuz.
Die zweigeschossige Sakristei ist auf der südwestlichen Schrägseite des Westchores angebaut. Sie dürfte gleichzeitig mit dem Westchor entstanden sein. 
Südlich an den Chor ist – fast wie ein zweites, rechtwinklig abgehendes Kirchenschiff – die großzügige Schwesternkapelle angebaut, in der die in strenger Klausur lebenden Salesianerinnen den Gottesdienst mitverfolgten. Die Schwesternkapelle bildet den Übergang zwischen Kirche und Klostergebäude. Sie hat auf der West- und Ostseite je zwei hohe Rundbogenfenster und darüber angeordnete Rundfensterchen.

### Innenraum
Chor und Langhaus werden von einem Tonnengewölbe mit Stichkappen und Gurtbögen überspannt. Die Wände sind durch Pilaster gegliedert. Den Übergang zwischen Chor und Langhaus vermittelt ein runder Chorbogen. Der Chor besitzt eine schmale, umlaufende Empore. Im östlichen Langhausjoch ist eine Doppelempore eingezogen, die auf zwei runden Holzsäulen mit aufwändig gestalteten korinthischen Kapitellen ruht. Auf dem oberen Emporengeschoss ist die Orgel untergebracht. Die Schwesternkapelle ist durch ein schweres Eisengitter vom Chorraum getrennt. Die Kommunionspendung konnte durch eine Öffnung im Gitter erfolgen.
In der Turmkapelle, dem ehemaligen Chor der früheren Kirche, befindet sich ein spätgotisches, vermutlich erneuertes Netzgewölbe mit schwach ausgeprägten Rippen, die aus halbrunden Konsolen entspringen. Der frühere Chorbogen ist bis auf einen einfachen Durchgang zum Langhaus zugesetzt.

## Ausstattung

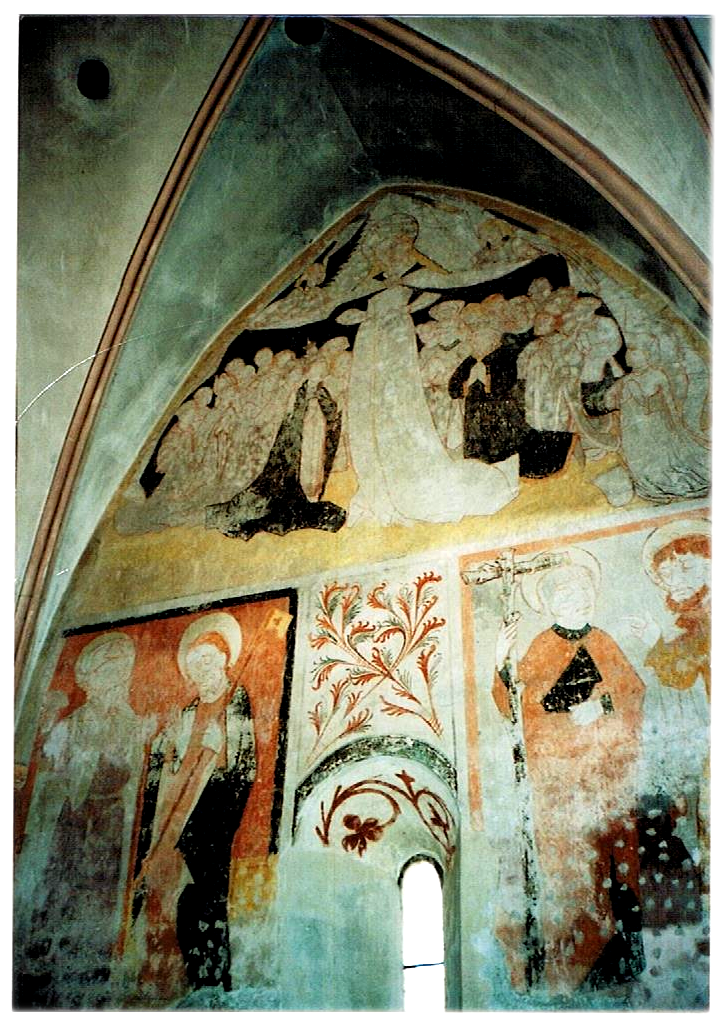
Spätgotische Wandmalereien (2. Hälfte 15. Jh.) in der Turmkapelle

### Spätgotische Wandmalereien
Im Turmerdgeschoss sind aus künstlerischer und ikonographischer Sicht bemerkenswerte spätgotische Wandmalereien erhalten. Diese dürften in der zweiten Hälfte des 15. Jahrhunderts entstanden sein. Sie wurden durch Übertünchung und Freilegung sowie durch den Einzug einer später wieder entfernten Flachdecke beschädigt und sind daher teilweise undeutlich.
Die Nord-, Ost- und Südseite umzieht in der unteren Hälfte ein Fries mit vier beinahe lebensgroßen, stehenden Aposteldarstellungen je Wand. Unterhalb des Sockelbandes sind schwebende Engel, jeweils einer unter jedem Apostelpaar. An der Ost- und Südseite sind die Apostel paarweise zu beiden Seiten der Fenster angeordnet. Das Zwischenfeld zwischen dem Ostfensterchen und dem höher liegenden Abschluss des Apostelfrieses ist mit Rankwerk ausgefüllt. An der Nordwand ist die Reihe der Apostel durch eine rechteckige Sakramentsnische unterbrochen. Diese wird von Maßwerk und einem krabbenbesetzten, kielbogigen Abschluss umrahmt, der gleichzeitig mit den Wandmalereien entstanden ist.
Die im Spitzbogen schließenden oberen Wandhälften enthalten fast ausschließlich Darstellungen aus dem Leben Mariens. Im Bogenfeld der Ostwand (Stirnwand) ist eine lebensgroße Schutzmantelmadonna mit seitlich kniender, kleiner Stifterdarstellung zu sehen. Das Bogenfeld der Südwand (rechten Wand) zeigt vier Bilder, die in zwei Ebenen übereinander angeordnet sind: oben die Anbetung der Heiligen Drei Könige, darunter die Verkündigung an Maria, die Geburt Christi und die Flucht nach Ägypten. Am Fenstergewände sind zwei Engel dargestellt. Gegenüber an der Nordwand (linken Wand) sind, ebenfalls in zwei Ebenen, die Krönung Mariens zur Himmelskönigin und die Samariterin am Jakobsbrunnen dargestellt. Über dem ehemaligen Chorbogen an der Westwand halten zwei Engel das Schweißtuch Christi.

### Hochaltar
Der stattliche, spätbarocke Hochaltar stammt aus der Erbauungszeit der Kirche. Sein Aufbau wird von vier Säulen mit vergoldeten Kapitellen getragen, wobei das äußere Säulenpaar gewunden ist. Der geschweifte Auszug ist mit Muschelwerk, Gebälkvasen und Blumengirlanden, die von Engeln gehalten werden, verziert. Über dem stattlichen, vergoldeten Tabernakel mit Aussetzungsnische ist auf dem Altarblatt ist entsprechend dem Patrozinium der Kirche eine Darstellung der Himmelfahrt Mariens zu sehen. Darüber ist eine Kartusche mit dem Schriftzug Himmelskönigin / bitt für uns! angeordnet. Das Auszugsbild zeigt eine von Engeln getragene, bekrönte Weltkugel, die das Marienmonogramm enthält. Die beiden Seitenfiguren stellen die Heiligen Sebastian (links) und Florian (rechts) dar.

### Seitenaltäre
Zu beiden Seiten des Chorbogens sind schräg die als Pendants ausgeführten Seitenaltäre aufgestellt, die um 1760 im Rokokostil geschaffen wurden. Ihre Aufbauten werden von je zwei gewundenen Säulen getragen. Sie sind seitlich mit geschnitztem Muschelwerk verziert. Der geschweifte Auszug ist jeweils mit Muschelwerk, Gebälkvasen und seitlichen Anbetungsengeln verziert. Auf der Mensa befindet sich jeweils ein Drehtabernakel, zu dessen beiden Seiten dreieckige Reliquienschreine angeordnet sind. Insgesamt sind die Seitenaltäre in ihrer Gestaltung deutlich gegenüber dem Hochaltar zurückgenommen.
Der südliche (linke) Seitenaltar enthält im Hauptbild eine Darstellung der heiligen Anna und im Auszug ein kleines Gemälde des heiligen Sebastian. Der nördliche (rechte) Seitenaltar zeigt im Hauptbild des heiligen Franz Xaver. Im Auszug befindet sich ein kleines Gemälde des heiligen Leonhard. Während die Altarblätter erst im 19. Jahrhundert geschaffen wurden, entstanden die Auszugsbilder gleichzeitig mit den Altären.

### Kanzel
Auch die Rokoko-Kanzel entstand um 1760. Ihr geschweifter Korpus wird durch Volutenpilaster gegliedert, die Felder dazwischen sind mit Rocaillen verziert. Auf dem Schalldeckel ist, erhöht auf einem von Voluten gestützten Podest, das Auge Gottes im Strahlenkranz dargestellt. Auch er ist mit Rocaillen verziert. An der Unterseite des Schalldeckels ist im Relief die Heilig-Geist-Taube dargestellt.

### Übrige Ausstattung
Das Chorgestühl mit hoch aufragender Rückwand entstand Mitte des 18. Jahrhunderts und ist reich mit geschnitztem Rokoko-Muschelwerk verziert. Da unmittelbar daneben die Sakristeiglocke angebracht ist, sitzt hier während der Gottesdienste üblicherweise der Mesner. Oberhalb der Chorempore sind zwei geschnitzte Flachreliefs der Heiligen Florian (links) und Georg (rechts) angebracht, die auf die Mitte des 16. Jahrhunderts datiert werden. Früher waren sie Teil des nördlichen Seitenaltares. Außerdem sind im Chor zwei spätgotische Schnitzfiguren der Heiligen Barbara und Apollonia aus der ersten Hälfte des 16. Jahrhunderts angebracht. Sie waren früher als Seitenfiguren am südlichen Seitenaltar aufgestellt.
Bemerkenswert ist außerdem das geschnitzte Speisgitter, eine sechsfeldrige Anlage im Stile des späten Rokoko. Reich verzierte Pilaster trennen die mit qualitätvollen, durchbrochenen Muschelwerkschnitzereien verzierten Felder. Die beiden mittleren Felder enthalten symbolische Darstellungen von Herz Jesu und Herz Mariä. Die Kreuzwegtafeln sind in Öl auf Leinwand gemalt und stammen aus der Entstehungszeit der Kirche. Gegenüber der Kanzel ist ein Kruzifix mit Mater Dolorosa angebracht, daneben eine Schnitzfigur der heiligen Ottilie. Außerdem befinden sich an den Langhauswänden eine Marienfigur mit Rosenkranz und eine moderne Figur des heiligen Josef. In der Turmkapelle befindet sich ein kleiner Altar mit einer Pietà. Zur Kirchenausstattung gehören ferner zwei Prozessionsstangen, auf denen Figuren der Heiligen Sebastian und Florian angebracht sind.